# Пертельсон, Индрек
Индрек Пертельсон (эст. Indrek Pertelson; род. 21 апреля 1971, Таллин) — эстонский дзюдоист, олимпийский призёр. Пертельсон завоевал бронзовые медали на летних Олимпийских играх 2000 и 2004 года (в категории свыше 100 кг).